# Прево, Франсуаза (балерина)
Франсуа́за Прево́ (фр. Françoise Prévost (Prévôt); около 1680, Париж — декабрь 1741, Париж) — французская балерина; одна из первых профессиональных женщин-балерин, представительница академического балета.

## Биография
Обучалась у Мишеля Блонди, после чего успешно дебютировала в Королевской академии музыки в 1699 году в трагедийной опере «Atys» композитора Ж.-Б.Люлли.
Очень скоро её успех на сцене становится столь значим, что к 1705 году она полностью замещает мадемуазель Лафонтен в качестве первой танцовщицы Академии. Джордж Баланчин собрал хронологию балета, где приведены слова Рамо писавшего, что Прево «собрала вместе все правила, которые мы в состоянии освоить в нашем искусстве, и выполняет их с такой грацией, точностью и темпераментом, что её можно считать чудом».
Становится звездой театра наравне с де Сублиньи, что привело к вражде двух выдающихся балерин времени.
Прево оставалась балетной звездой на протяжении 30 лет; по правилам того времени она танцевала в масках, длинной юбке – это было время становления и развития академического балета.
Постоянным партнером по сцене был Клод Баллон.
В 1708 году Ф. Прево и К. Баллон были приглашены к герцогине дю Мэн (фр. Louise Bénédicte de Bourbon) на исполнение пантомимной сцены из четвёртого акта трагедии П. Корнеля «Гораций» — самое раннее введение пантомимы в балет. На самом деле дата этого выступления: 1714 год.
Одна из самых известных работ Франсуазы Прево — «Характеры танца» (фр. Les Caractères de la danse) композитора Ребеля, 1715 год, Королевская академия музыки. Это произведение специально создавалось для Прево.
Работала до 1730 года.
Среди её учениц выдающиеся танцовщицы Мари Салле и Мари-Анн де Камарго, с этой последней знаменитая звезда в конце концов поссорилась из-за её не по времени свободолюбивого характера и отказалась дальше учить свою ученицу, и та обратилась за педагогической помощью к учителю самой Прево Мишелю Блонди.
Дочь Франсуазы Прево, Анн-Огюстин де Вальжолли (фр. Anne-Auguste de Valjolly), вышла замуж за сына композитора Жана Ребеля, тоже композитора и директора Академии музыки Франсуа Ребеля.

## Память
Портрет Франсуазы Прево с обозначением года её дебюта (1705, в действительности дебютировала в 1699-м), написанный Гюставом Буланже по портрету Прево в роли вакханки кисти Рау, располагается на фризе Танцевального фойе Гранд-Опера среди других двадцати портретов выдающихся танцовщиц Оперы конца XVII — середины XIX веков.